# 艾草釘毛蚜
艾草釘毛蚜（学名：Capitophorus formosartemisiae）为常蚜科釘毛蚜屬下的一个种。